# Antanas Bagdonavičius
Antanas Bagdonavičius (Bobėnai, 15 de junio de 1938-9 de marzo de 2024) fue un deportista olímpico soviético que compitió en remo.

## Carrera deportiva
Participó en tres Juegos Olímpicos de Verano entre los años 1960 y 1968, obteniendo dos medallas, plata en Roma 1960 y bronce en México 1968. Ganó dos medallas en el Campeonato Mundial de Remo, en los años 1962 y 1966, y cinco medallas en el Campeonato Europeo de Remo entre los años 1961 y 1967.

## Palmarés internacional
| Juegos Olímpicos   | Juegos Olímpicos          | Juegos Olímpicos  | Juegos Olímpicos   |
| Año                | Lugar                     | Medalla           | Prueba             |
| ------------------ | ------------------------- | ----------------- | ------------------ |
| 1960               | Roma (Italia)             | Medalla de plata  | Dos con timonel    |
| 1968               | Ciudad de México (México) | Medalla de bronce | Ocho con timonel   |
| Campeonato Mundial |                           |                   |                    |
| Año                | Lugar                     | Medalla           | Prueba             |
| 1962               | Lucerna (Suiza)           | Medalla de plata  | Ocho con timonel   |
| 1966               | Bled (Yugoslavia)         | Medalla de plata  | Cuatro sin timonel |
| Campeonato Europeo |                           |                   |                    |
| Año                | Lugar                     | Medalla           | Prueba             |
| 1961               | Praga (Checoslovaquia)    | Medalla de oro    | Dos con timonel    |
| 1963               | Copenhague (Dinamarca)    | Medalla de plata  | Ocho con timonel   |
| 1964               | Ámsterdam (Países Bajos)  | Medalla de plata  | Ocho con timonel   |
| 1965               | Duisburgo (RFA)           | Medalla de oro    | Cuatro sin timonel |
| 1967               | Vichy (Francia)           | Medalla de oro    | Cuatro con timonel |